# Karlovice (ort i Tjeckien, lat 50,56, long 15,21)
Karlovice är en ort i Tjeckien. Den ligger i den centrala delen av landet, 80 km nordost om huvudstaden Prag. Karlovice ligger 268 meter över havet och antalet invånare är 694.
Terrängen runt Karlovice är platt åt sydväst, men åt nordost är den kuperad. Karlovice ligger nere i en dal.Runt Karlovice är det ganska tätbefolkat, med 65 invånare per kvadratkilometer. Närmaste större samhälle är Jablonec nad Nisou, 18,2 km norr om Karlovice. Omgivningarna runt Karlovice är en mosaik av jordbruksmark och naturlig växtlighet.